# Salomocnemis gerdae
Salomocnemis gerdae är en trollsländeart som beskrevs av Maurits Anne Lieftinck 1987. Salomocnemis gerdae ingår i släktet Salomocnemis och familjen flodflicksländor. Inga underarter finns listade i Catalogue of Life.